# Mike Kroeger
Michael Douglas Henry Kroeger (ur. 25 czerwca 1972 w Hanna) – basista kanadyjskiego zespołu Nickelback, przyrodni brat wokalisty Chada Kroegera. Mają dwóch różnych ojców. Jest żonaty, ma synka o imieniu Dawson i córkę Avalon Marie Chloe. W młodości pracował przy składowaniu i roznoszeniu towaru, cegieł oraz worków z cementem. Następnie pracował w restauracji „Starbucks”, gdzie wymyślił nazwę dla zespołu. Odszedł ze szkoły muzycznej.
Początkowo w 1995 roku założył wraz z bratem Chadem amatorski zespół, który nazywał się Village Idiot, jednak szybko tę nazwę zmienili, gdyż nie podobała się ona właścicielom klubów w których grali. Po roku grania postanowili się rozejść, gdyż znudziło im się grywanie w lokalnych klubach, coverów innych zespołów. Mike zaczął w Vancouver grywać w kilku heavymetalowych grupach. Grał m.in. w grupach Black Dogs oraz Depression. Ponownie zeszli się w 1996 roku. Przyjaciel Mike'a zarezerwował im czas w studiu należącym do "Turtle Records". Podczas prac nad demem Hesher, Mike zasugerował nazwę Nickelback, którą reszta członków grupy zaakceptowała. Gra na 5-strunowej gitarze basowej.
Do jego ulubionych wykonawców muzycznych należą m.in.: Metallica, Led Zeppelin, Alice in Chains, Fear Factory.

## Instrumentarium
- gitara basowa: Warwick, Fender Precision Bass, Fender Jaguar Bass, MusicMan StingRay, Fender Jazz Bass, Spector MK5 Signature, oraz Tobias
- wzmacniacz: Samson Power Amp, Mesa Boogie M-2000 Bass Head

## Dyskografia
- 1996 – Curb (Wydany niezależnie)
- 1998 – The State (Roadrunner)
- 2001 – Silver Side Up (Roadrunner)
- 2003 – The Long Road (Roadrunner)
- 2005 – All the Right Reasons (Roadrunner)
- 2008 – Dark Horse (Roadrunner)
- 2011 – Here and Now (Roadrunner)
- 2014 – No Fixed Address (Roadrunner)
- 2017 – Feed the Machine (Roadrunner)
- 2022 – Get Rollin’ (Roadrunner)

Źródło: Allmusic

### Inne projekty
- 2002 - "Hero"